# Famille de Longrée
La famille de Longrée est une famille de la noblesse belge, anoblie en 1783 par l'électeur Charles-Théodore de Bavière.

## Histoire
| |  |  |
| Portraits du chevalier Antoine de Longrée (1782-1871) et son épouse la baronne Caroline de Lamberts-Cortenbach (1822-1906), par Jean-Mathieu Nisen. |  |  |

La famille descend de Gilles-Joseph Longrée (1707-1780) qui fut baptisé à Fallais le 3 mai 1707, c’est la première mention d'un membre de cette famille. Avec son épouse Marie-Barbe Thiry, il eut un fils, Charles de Longrée (1737-1818), fut fait « chevalier du Saint-Empire » par l'électeur Charles-Théodore de Bavière, ce titre s'étendant à toutes ses lignées masculines; la légalité des lettres de noblesse accordées par cet électeur est contestée. Il est promu licencié en droit, devient avocat, échevin de la cour souveraine de Liège et conseiller du prince-évêque.
Au royaume uni des Pays-Bas, le titre de chevalier lui a été reconnu en 1817, ainsi que pour ses trois fils : Antoine, Nicolas et Jacques, selon la première liste de noblesse qui s'applique à tous les descendants masculins. Il épousa Marie-Hélène de Macar (1748-1775) en 1774, veuf il épousa en 1776 en secondes noces Marie-Jeanne de Bourguignon (1754-1790), fille de François-Guillaume de Bourguignon, bourgmestre de Liège.
Le chevalier Nicolas de Longrée, fils du précédent, fut officier sous l'Empire français, puis contrôleur au port d'Anvers. Il est ensuite nommé commissaire de Roermond (1832-1839) et pour Maaseik (1839-1841) sous administration belge, puis fut élu député catholique pour le district de Roermond en 1833 et il conserva ce mandat jusqu'à la date du 16 juillet 1839. Il est célèbre pour s'être opposé au rattachement du Limbourg aux Pays-Bas dans ses discours à la Chambre des représentants,.

## Lettres patentes
| Blason | Blasonnement : D’argent à l’arbre au naturel, planté sur une anille de sable. L’écu sommé de la couronne de Chevalier et soutenu par deux lions au naturel, armés et lampasses de gueules. Commentaires : Munich, 25 avril 1783, Charles-Théodore, Électeur de Bavière: Concession du titre héréditaire de « Chevalier du Saint-Empire » pour Carolus-Henricus de Longrée. Bruxelles, 9 décembre 1817, Guillaume Ier, roi des Pays-Bas: Reconnaissance de noblesse avec le titre de chevalier pour Charles de Longrée (précité), résidant à Liège. La première liste officielle de noblesse stipule que le titre est transférable à tous les descendants masculins. |

## Généalogie
- Chevalier Charles de Longrée (1737-1818) ∞ Marie-Jeanne de Bourguignon (1754-1790)
  - Marie-Agnès de Longrée (1781-1855) ∞ Arsène Fabri (1776-1851)
  - Chevalier Antoine de Longrée (1782-1871) ∞ baronne Caroline de Lamberts-Cortenbach (1822-1906)
    - Chevalier Auguste de Longrée (1852-1928) ∞ Valentine de Hasse
      - Cécile de Longrée (1886-1976) ∞ Robert II de Wilde, écuyer
      - Chevalier Raymond de Longrée (1885-1966) ∞ baronne Juliette Sloet van Oldruitenborgh (1884-1966)

    - Chevalier Emmanuel de Longrée (1892-1956)
      - Chevalier Dominique de Longrée (1927-2006)
        - Chevalier Alain de Longrée (1953)
          - Chevalier Michel de Longrée (1982)

  - Chevalier Nicolas de Longrée (1784-1875)
    - Chevalier Charles de Longrée (1834-1885)
      - Chevalier Eugène de Longrée (1873-1948)
        - Chevalier René de Longrée (1892-1972)